# DK Jamz
DK Jamz es un Soundtrack en formato de Disco Compacto de Audio (CD-DA) incluido en el pack de Donkey Kong Set de la consola de videojuegos Super Nintendo (Edición Norteamericana). Es una de las pocas ediciones que incluía de regalo este CD como también el Killer Instinct Set que incluía al igual que Donkey Kong Set su Soundtrack llamado Killer Cuts.
El CD venía en un sobre con el arte de Donkey Kong y la lista de temas en el reverso envuelto en bolsa de celofán transparente, contenía la totalidad de los temas del videojuego de Rareware Donkey Kong Country creadas por David Wise entre ellos los bien logrados Aquatic Ambience y Fear Factory, también incluía pistas ocultas al final del CD como eran algunos efectos sonoros FX del videojuego.
Existe una versión en cinta de audio (casete) y los demás Soundtrack en CD como son Donkey Kong Country 2 y 3 se podían comprar por separado.
- Datos: Q10263613